# Rhodopina albomarmorata
Rhodopina albomarmorata är en skalbaggsart som beskrevs av Stefan von Breuning 1958. Rhodopina albomarmorata ingår i släktet Rhodopina och familjen långhorningar. Inga underarter finns listade i Catalogue of Life.